# Klementina
Klementina a mezőkövesdi repülőtér neve is.
A Klementina női név a Clemens (magyarul Kelemen) férfinév női párja.

## Rokon nevek
- Klemencia:[1] szintén a Clemens férfinév női párja.[2]
- Klementin:[1] a Klementina rövidülése.[2]

## Gyakorisága
Az 1990-es években a Klementina igen ritka, a Klemencia és a Klementin szórványos nevek voltak, a 2000-es években nem szerepelnek a 100 leggyakoribb női név között.

## Névnapok
Klementina, Klementin
- október 21.[2]
- november 14.[2]
- november 23.[2]

Klemencia:
- november 23.

## Híres Klementinák, Klementinek és Klemenciák
- Habsburg Klemencia calabriai hercegné, I. Károly (Róbert) magyar király édesanyja
- Anjou Klemencia francia királyné, I. Károly (Róbert) húga
- Tarantói Klemencia amendoleai úrnő, Tarantói Lajos nápolyi király természetes lánya